# Памятники воинам 23-й армии Северного, Ленинградского фронта
Памятники и мемориалы, посвящённые подвигу воинов  23-й армии Северного,  Ленинградского фронта в годы  Великой Отечественной войны

## История
23–я  армия была сформирована  в мае 1941 г. в Ленинградском военном округе. На время  начала  Великой Отечественной войны прикрывала  участок  Государственной границы  СССР  с  Финляндией,  после начала войны входила в состав Северного,  с 23 августа 1941 года  Ленинградского фронта.  
Армия  внесла  значительный вклад в оборону города Ленинграда  в 1941 году, противостояла финским войскам  в 1942 - 1944 годах.  Воины   23-й армии проявили мужество и отвагу  при освобождении Ленинградской области во время  Выборгской наступательной операции летом 1944 года  (основная статья  23-я армия).

## Памятники и мемориалы
Мемориал (Братская могила воинов 23-й армии)  в городе  Лахденпохья (Республика Карелия).
В братской могиле захоронено 580 воинов 23-й армии Северного (Ленинградского) фронта, погибших в конце июня — августе 1941 г. в боях  на северных подступах к г. Ленинграду  против вторгшихся на территорию СССР финских войск.  Среди захороненных в братской могиле  Герой Советского Союза, красноармеец,  пулемётчик 461 стрелкового полка 142 стрелковой дивизии 23-й армии А. И. Заходский.
Братская могила появилась в 1956 г. в результате перезахоронений, произведённых из могил, находившихся в окрестностях г. Лахденпохья.  В 1957 году на могиле установлена  скульптура воина,  сделанная из бетона,  держащего в правой руке каску,  в левой венок. Автор монумента  скульптор И.А.  Груденков.
Мемориал   Лемболовская твердыня 
Мемориал входит в комплекс мемориальных сооружений   «Зеленый пояс Славы Ленинграда».  Находится на рубеже, где в сентябре 1941 года части 23-й армии остановили наступление финских войск,  здесь проходил северный рубеж обороны Ленинграда в 1941-1944 годах.
Мемориал  «Лемболовская твердыня» состоит из  двух частей  -  стелы,  расположенной в 50 метрах севернее железнодорожной станции Лемболово и мемориального ансамбля на 31 км. шоссе Санкт-Петербург - Приозерск около деревни  Керро Всеволожского района Ленинградской области.
Стела на ж/д станции Лемболово посвящена подвигу экипажа  бомбардировщика  44 скоростного бомбардировочного полка  в составе капитана С. М. Алешина,  лейтенанта В. А. Гончарука, старшего сержанта Н. А. Боброва,  направившего  12.7.1942 г. в районе Лемболово  свой подбитый загоревшийся самолёт на позиции финских войск, откуда вёлся огонь по наступающим  советским войскам.  Посмертно все члены  экипажа самолёта были награждены званием  Героя Советского Союза. На стеле барельефное изображение трех лётчиков – героев в шлемах и текст с описанием их подвига.
Памятник открыт в 1965 году. Авторы монумента архитектор М.Н. Мейсель, скульпторы Л.Л. Михайленок и Р.В.Мелик - Акопян.
Архитектурный ансамбль мемориала  Лемболовская твердыня  на 31 километре Приозерского шоссе представляет собой композицию из нескольких, связанных общим замыслом, памятников.
В центре мемориала находится обелиск с  горельефом «Мать и ребенок». На боковой стороне обелиска надпись:  «Здесь был остановлен враг в сентябре 1941 года частями 23 армии Ленинградского фронта».
За  обелиском находятся  монолиты  с  датами обороны Ленинграда  «1941-1944» и  барельефом  «Фрагмент боя».
Справа установлен памятный камень со словами писателя Б. Лавренева:  «Это время навсегда ушло от нас и навсегда осталось с нами»
Авторы проекта: архитектор А. И. Гутов, Ю. М. Цариковский, скульптор Б. А. Свинин, инженер Н. И. Седов.  Сооружён трудящимися Василеостровского района в 1967 году.
Мемориал   Сад мира 
Мемориал  входит в «Зеленый пояс Славы Ленинграда».
Посвящён частям и соединениям 21-й и 23-й армий Ленинградского фронта.
На установленной стеле  из гранитных блоков  текст   «Подвигу твоему, Ленинград.  Здесь насмерть стояли в суровые годы войны и блокады соединения и части 21 и 23 армий Ленинградского фронта» 
Справа от стены установлены противотанковые  надолбы,  слева   высажены яблони,  символизирующие яблоневый сад  как  торжество жизни.
Мемориал открыт в мае 1967 года. Архитекторы Ю. А. Дьяконов, В. А. Гаврилов.
Находится  на 39-й километре  Верхне-Выборгского шоссе,  5 км.  западнее деревни Медный Завод.
 Памятник воинам 23-й армии Ленинградского фронта (Вуокса, 1944 год) 
Памятник установлен согласно решению Военного Совета 23-й армии Ленинградского фронта  от 26.07.1944 года в  ознаменование взятия высоты 44.5, форсирования реки Вуоксы и захвата плацдарма на её левом берегу  во время  Выборгской наступательной операции лета 1944 года и в знак увековечения памяти погибших при этом бойцов и офицеров Красной Армии.
Памятник представляет собой бетонную стену, перед стеной  выполненная из бетона солдатская каска.
На стене расположены мемориальные плиты, на которых записаны строки из армейского приказа об установке памятника,  воинские части и соединения, участвовавшие в боях на Вуоксе, потери 23-й армии в этих боях, число награжденных и запись о значении этих боёв.
Проект монумента выполнил архитектор, аспирант Академии архитектуры СССР подполковник Н. Н. Стоянов.
Памятник построен фронтовиками 23-й армии после окончания боевых действий  в 1945-1947 г.г.
Расположен   в 4 км.  северо-западнее  посёлка  Барышево Выборгского района Ленинградской  области.
 Мемориал   Пять штыков 
 «Пять штыков»  – неофициальное название мемориала (мемориального комплекса),  возведённого   в честь  подвига, совершённого  воинами  142-й, 10-й, 92-й стрелковых дивизий,  других частей 23-й армии Ленинградского  фронта  и приданных  армии  частей усиления   при  форсировании реки Вуоксы  и захвате  плацдарма  на её левом берегу во время продолжения Выборгской наступательной операции Ленинградского фронта  лета  1944 года и освобождения северных районов  Ленинградской области.
Название мемориала, использующееся в официальных документах: «Памятный знак-обелиск в зоне, где в июне-июле 1944 г. сражались и успешно  форсировали  реку Вуоксу  воины  142, 10, 92 стрелковых дивизий и других частей 23 армии Ленфронта. Поблизости — памятное место, где в июле 1944 г. погиб начальник политотдела 142 с.д. — Джатиев Д. Е., именем которого назван местный совхоз. На месте гибели Джатиева посажена яблонька, обнесенная металлической оградой, на которой установлена памятная доска. Прах Джатиева захоронен на его родине, в Северной Осетии».
В состав мемориала входит памятный знак – обелиск,  установленный  в  честь  подвига  воинов 23-й армии,  состоящий из  пяти  стел  -  стилизованных бетонных штыков,   памятное место,   где в июле 1944 г. погиб подполковник  Дмитрий Егорович  Джатиев,  начальник политотдела  142-й стрелковой дивизии,  которая внесла   большой вклад  в боевые действия при форсировании  реки и  захвате плацдарма,  и яблоня,  выросшая на месте его гибели.
В   мемориал  входит так же  военное укрепление — (ДОТ), построенное  как символ памяти во время строительства мемориала.
Открытие  памятного  знака (памятника),  построенного на средства, собранные  работниками совхоза «Джатиево»,  состоялось  6 ноября 1986 года.
Расположен мемориал  в Ромашкинском сельском поселение Приозерского района Ленинградской  области  близ левого берега реки Вуокксы  на месте плацдарма, где в июле 1944 г. проходило форсирование реки и шли  тяжёлые бои с финскими войсками.  Эти места называют «минными полями» из – за огромного количества металла,  оставшегося в земле после сражения.